# Gunvor Svartz-Malmberg
Gunvor Svartz-Malmberg, född 7 augusti 1929 i Engelbrekts församling, Stockholm, död 3 januari 2020 i Stockholm, var en svensk läkare, byrådirektör och skribent.
Efter studentexamen 1948 gick hon i sina föräldrars fotspår och studerade medicin. Hon blev  medicine kandidat 1951 och medicine licentiat i Göteborg 1956. Hon var vikarierande underläkare på Alingsås lasarett, barnavdelningen på Norrköpings lasarett, medicinavdelningen på Linköpings lasarett, Barnsjukhuset Samariten och Stockholms stads bakteriololiska centrallaboratorium 1954–1957, andre underläkare kliniskt-bakteriologiska laboratoriet på Karolinska sjukhuset 1957–1958, vikarierande underläkare där 1958–1959, laboratorieläkare sjukvårdsstyrelsens bakteriologiska centrallaboratorium i Stockholm från 1960. Hon tjänstgjorde senare vid Karolinska Institutet i Stockholm, där hon var byrådirektör vid Medicinska Informationscentralen MIC. Hon var även redaktör för skrifter och böcker samt medverkade med artiklar, bland annat i Läkartidningen.
Hon var dotter till professorerna Nils Malmberg och Nanna Svartz. De är alla begravna på Östra kyrkogården i Västerås.